# Стоун, Софи Ли
Софи Ли Стоун (англ. Sophie Leigh Stone; родилась предположительно в 1981 году) — английская актриса театра и телевидения. Софи стала первой глухой актрисой, получившей место в школе Королевской академии драматического искусства.

## Биография
Софи Ли Стоун выросла в восточной части Лондона и была глухой с рождения. Стоун получила место в Королевской академии драматического искусства после рождения её дочери Энджел; дополнительные затраты на обучения Софи оплатил Snowdon Trust.
После окончания обучения Софи играла роль Катрин в пьесе «Мамаша Кураж и её дети» в Национальном театре и работала с другими театральными компаниями. Стоун также снималась в эпизодах нескольких британских телесериалов и короткометражных фильмах.
Весной 2014 года Стоун играла Агнету в пьесе Лавери «Замороженные» на открытии сезона в Бирмингемском театре.
Осенью 2014 года Софи получила главную роль в гастрольной постановке «Женщина с цветами» — переработке уэльского мифа о Блодьювед, написанной Кейт О’Рейли.
В 2015 году Стоун получила роль Касс, командира экипажа подводной станции, в двух эпизодах (На дне озера и Перед потопом) британского телесериала «Доктор Кто».

## Фильмография
| Год       |     | Русское название     | Оригинальное название | Роль                       |
| --------- | --- | -------------------- | --------------------- | -------------------------- |
| 2003      | с   |                      | Casualty              | Кирсти Хармон              |
| 2009      | с   |                      | FM                    | Поппи                      |
| 2009      | тф  |                      | англ. Coming Home     | Кейт                       |
| 2011      | с   |                      | Marchlands            | Олив Ранси                 |
| 2011—2013 | с   |                      | Holby City            | Джейд Эшдаун / Кара Шоттон |
| 2012      | кор |                      | англ. Confession      | Мейбл                      |
| 2013      | с   | Убийства в Мидсомере | Midsomer Murders      | Фей Белл                   |
| 2013      | ф   |                      | англ. Retreat         | Изобель                    |
| 2014      | с   |                      | Mapp and Lucia        | клерк в отеле              |
| 2015      | с   | Доктор Кто           | Доктор Кто            | Касс                       |
| 2018—2018 | с   | Шетланд              | Shetland              | Джо Халли                  |